# Instituto Interamericano del Niño

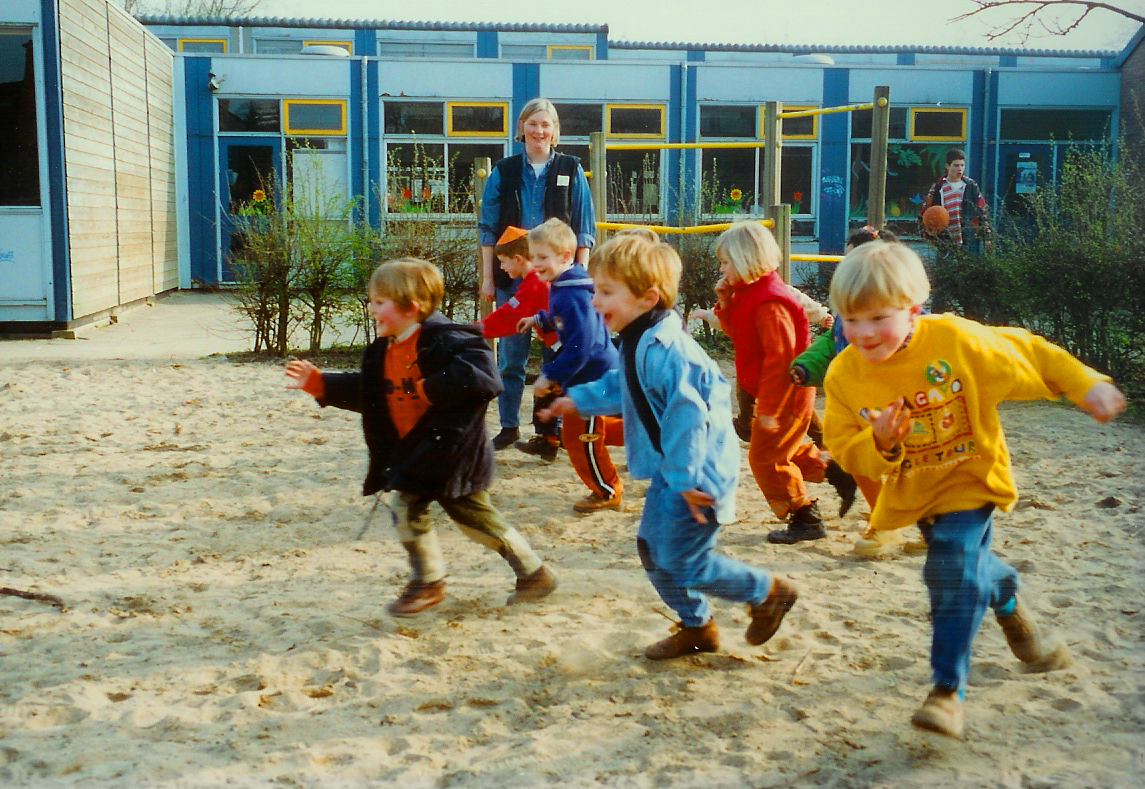
Niños corriendo.

El Instituto Interamericano del Niño, la Niña y Adolescentes en su carácter de Organismo Especializado de la Organización de los Estados Americanos (OEA), integrado por la totalidad de los Estados miembros representa el ámbito de compromiso histórico y permanente con los derechos y el bienestar de los niños, niñas y adolescentes de América. Entre 1927 y 1962 fue conocido como Instituto Internacional Americano de Protección a la Infancia.
Sus esfuerzos están orientados a vincular su experiencia y trayectoria con la búsqueda de respuestas innovadoras y duraderas frente a la diversidad de problemáticas de la niñez y adolescencia, asumiendo a tal efecto nuevos compromisos y desafíos.
En este contexto, y a pocos meses de celebrarse los 20 años de la aprobación de la Convención sobre los Derechos del Niño, el IIN ratifica su vigencia y trascendencia y reafirma su renovado compromiso con las jóvenes generaciones de la región.

## Objetivos
Sus objetivos son velar por los derechos del niño tanto a nivel de aprobación de las convenciones como asesorar en medidas legislativas y de política social entre sus Estados miembros. Presta asesoría técnica y de difusión de los derechos del niño.
Países miembros: Argentina, Bolivia, Brasil, Cuba, Chile, Ecuador, Estados Unidos, Perú, Uruguay y Venezuela (todos en 1927) Posteriormente: México (1935), Costa Rica (1938), Paraguay (1939), Colombia (1941), República Dominicana (1943), Honduras (1944), Guatemala (1946), Panamá (1947), Nicaragua (1948) y Haití (1949)

## Organización
- Congreso Panamericano del Niño, máxima instancia que dicta las políticas y directrices. Elige las autoridades. Se reúne cada 4 años y la integran los países miembros del IIN.
- Consejo Directivo, encargado de formular la política general y velar por el cumplimiento de los mandatos del Congreso. Integrado por un representante de los Estados miembros del INN.
- Dirección General, encargada de la administración del IIN y llevar a cabo los programas y acciones aprobadas. Nombrado por el secretario general de la OEA, con base en una terna presentada por el Consejo Directivo. Su cargo dura 4 años, pudiendo ser reelecto una sola vez.

## Directores generales
Han sido directores generales del Instituto Interamericano del Niño:
- Luis Morquio (1927-1935)
- Roberto Berro (1935-1956)
- Víctor Escardo Anaya (1956-1964)
- Rafael Sajón (1964-1980)
- Rodrigo Crespo Toral (1980-1988)
- Eugenia Zamora Chavarría (1988-1995)
- Rodrigo Quintana (1996-2000)
- Alejandro Bonasso Lenguas (2000-2005)
- Piero Solari Zerpa (2005-2006)
- María Dolores Aguilar Marmolejo (2007-2015)
- Victor Giorgi (2015-2023).
- María Julia Garcete (2023-2027).